# Ingå järnvägsstation

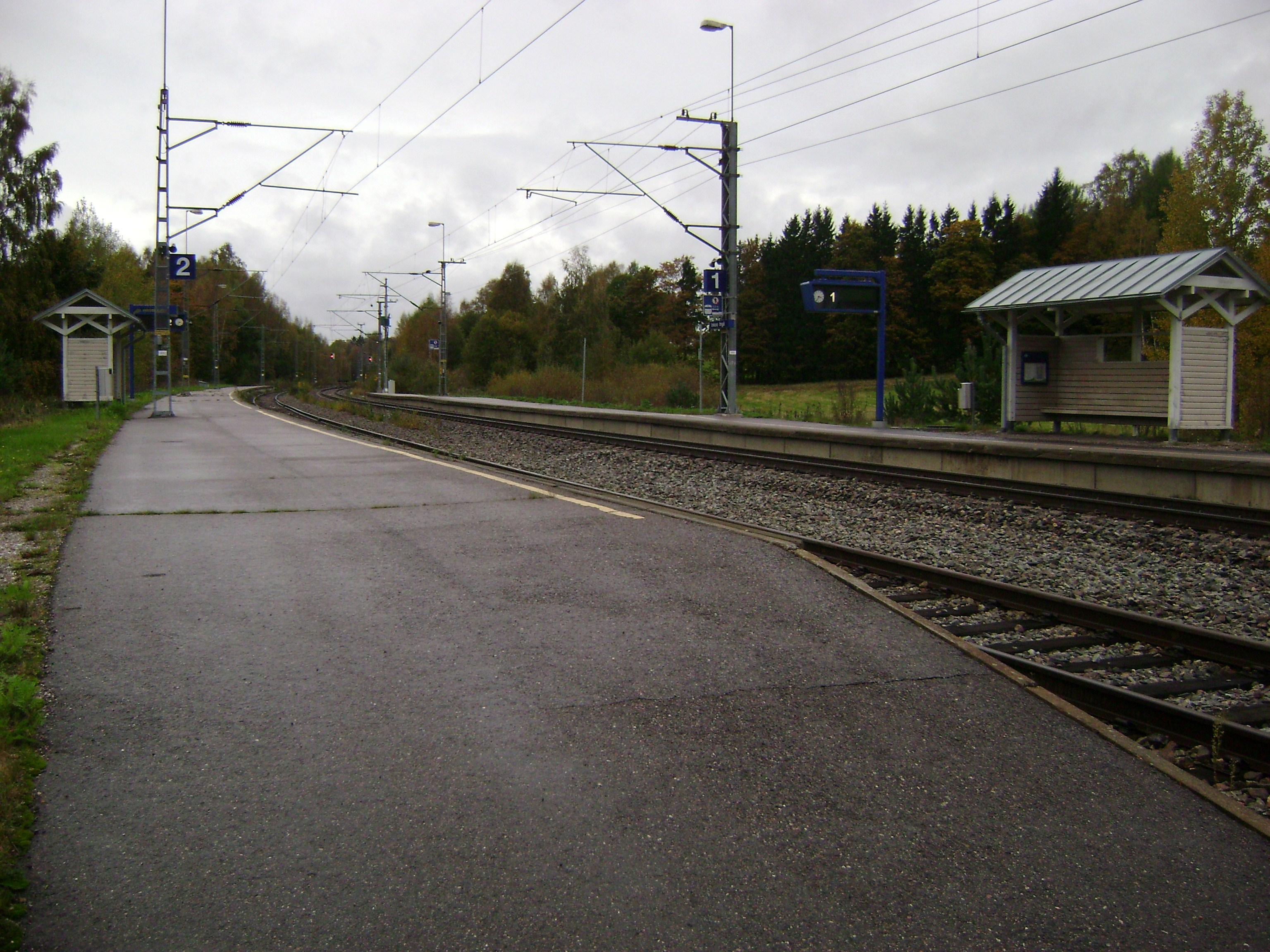
Ingå järnvägsstation

Ingå järnvägsstation är en järnvägsstation på Kustbanan Åbo-Helsingfors i den nyländska kommunen Ingå. Den ligger i byn Vars. Stationsbyggnaden byggdes år 1902 efter ritningar av den finländske arkitekten Bruno F. Granholm. År 2016 upphörde passagerartrafiken vid stationen. Passagerartrafiken börjades igen vid Ingå station från och med den 3 april 2024. Ett par H-tågturer som körs mellan Helsingfors och Hangö mot båda riktingar stannar vid stationen på onsdag, fredag och söndag. Avståndet från Sjundeå järnvägsstation är 19,3 kilometer och 16 kilometer från Karis järnvägsstation.